# EDEN 〜It's an Endless World!〜
《EDEN 〜It's an Endless World!〜》（日語：エデン イッツ・アン・エンドレス・ワールド），是遠藤浩輝的日本SF漫画作品。講談社《月刊Afternoon》於1997年11月号開始連載、2008年8月号正式完結。作者的初次連載作品也是他的代表作。單行本全18卷。

## 登場人物
漢娜